# Felix Engelhardt
Felix Engelhardt (Ulm, 19 de agosto de 2000) é um desportista alemão que compete no ciclismo na modalidade de rota. Ganhou uma medalha de ouro no Campeonato Europeu de Ciclismo em Estrada de 2022, na prova de rota sub-23.

## Medalheiro internacional
| Campeonato Europeu | Campeonato Europeu | Campeonato Europeu | Campeonato Europeu |
| Ano                | Lugar              | Medalha            | Competição         |
| ------------------ | ------------------ | ------------------ | ------------------ |
| 2022               | Anadia ( Portugal) | Medalha de ouro    | Estrada sub-23     |

## Palmarés
- 2022
  - Campeonato Europeu em Estrada sub-23

- 2023
  - Per sempre Alfredo
  - 1 etapa da Volta a Castela e Leão

## Resultados em Grandes Voltas
| Corrida | Corrida         | 2019 | 2020 | 2021 | 2022 | 2023 |
| ------- | --------------- | ---- | ---- | ---- | ---- | ---- |
|         | Giro d'Italia   | —    | —    | —    | —    | —    |
|         | Tour de France  | —    | —    | —    | —    | —    |
|         | Volta a Espanha | —    | —    | —    | —    |      |

—: não participa
Ab.: abandono